# Теж
Теж, Тежлер (вірм. Թեժ լեռ) — гора у Вірменії, найвища точка Памбацького хребта. Висота становить 3101 м.

## Галерея

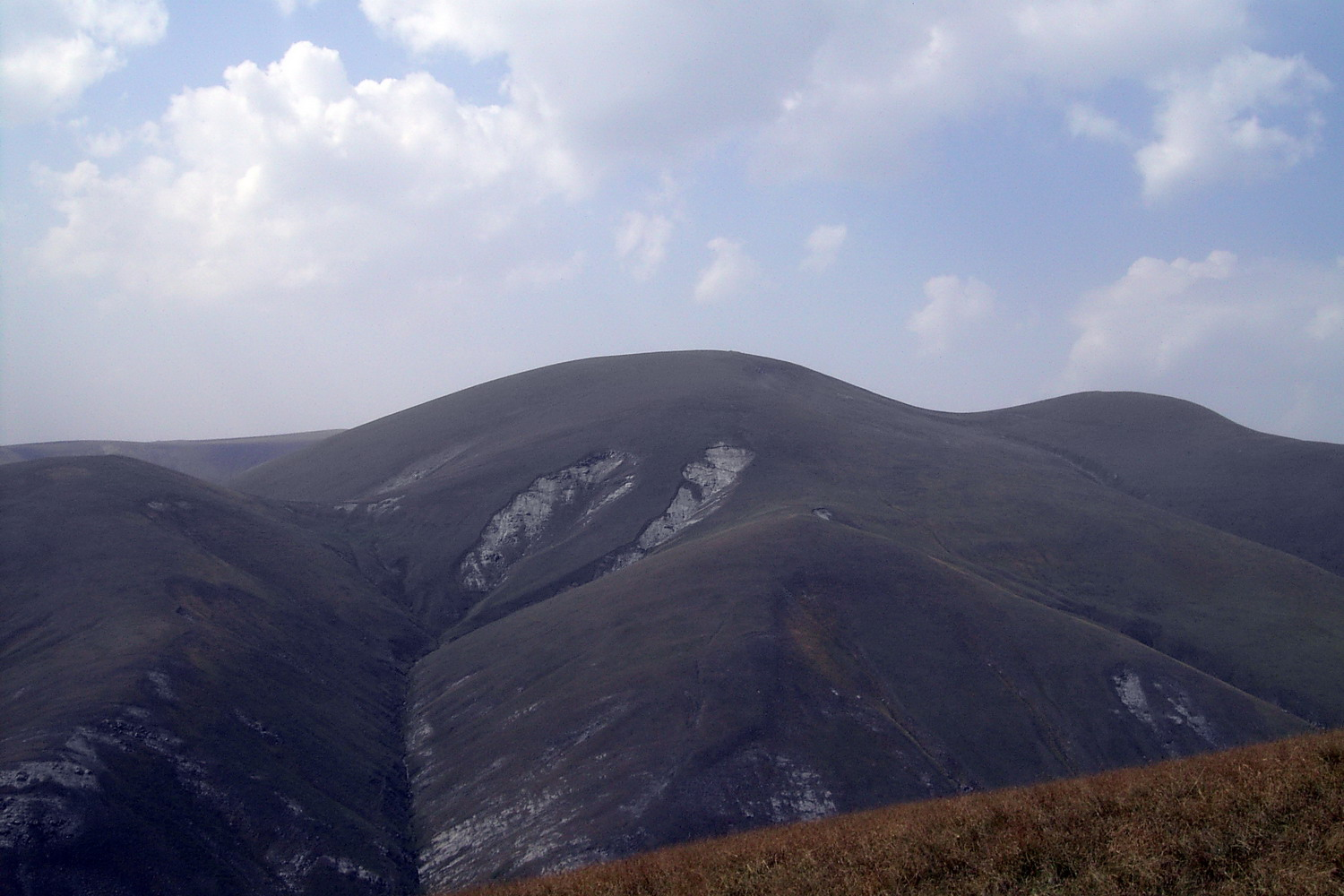
Гора Теж, вид з гори Артаваз
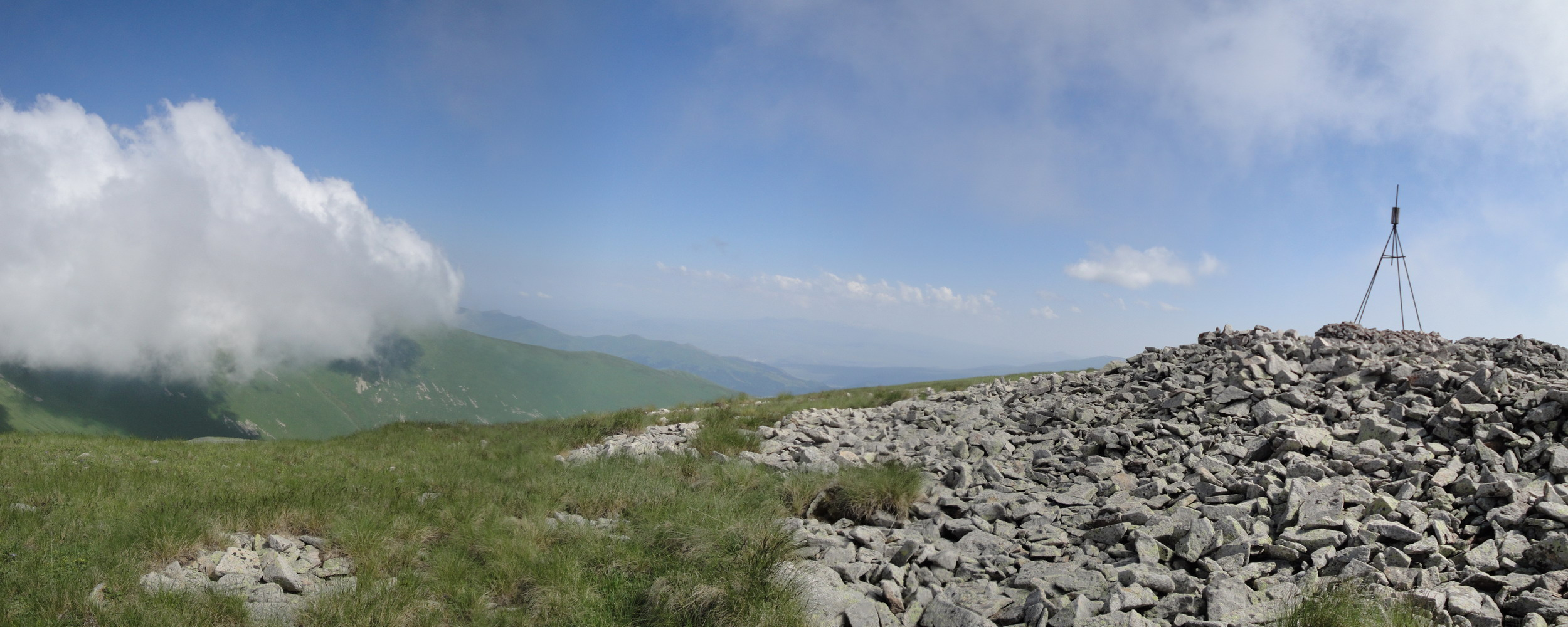
Вид з вершини гори Теж